# 沙州镇 (敦煌市)
沙州镇，是中华人民共和国甘肃省酒泉市敦煌市下辖的一个乡镇级行政单位。

## 行政区划
沙州镇下辖以下地区：
大北街社区、小北街社区、小南街社区、梨园社区、新敦社区、新建社区、文庙社区、北台社区、红当社区、古城社区和桥北社区。